# Punch’n’judy
punch’n’judy sind eine Crossover-Folk-Band, die 2003 in Recklinghausen gegründet wurde.

## Geschichte
Gegründet wurde das Projekt 2003 von Ute Bogoslaw und Chris Arndt, welche zu dieser Zeit noch zusammen in einer anderen Band spielten, jedoch die Möglichkeit suchten, neue Ideen auszuprobieren, die musikalisch nicht in das vorherige Bandgeschehen passten. Das Projekt konnte sich schnell als Band etablieren und besteht seit 2007. Nach verschiedenen Wechseln besteht die  aktuelle Besetzung aus Ute Bogoslaw (Akkordeon), Chris Dreu (E-Bass), Andreas Bargel (Schlagzeug), Sascha Kaeufer (Gesang) und Peter Kugelmann (Gitarre).
Im Jahr 2018 ist die Zusammenarbeit mit Laetitium – Künstler- und Kulturmanagement entstanden. punch’n’judy arbeiten immer wieder mit diversen Labels zusammen, sind aber nicht mit einem fest verbunden.
2019 veröffentlicht Punch'n'Judy Die Legende des Koboldkönigs. Dabei handelt es sich um die Geschichte rund um den Koboldkönig in Form eines musikalischen Hörbuchs. Als Erzähler wurde Holly Loose (Letzte Instanz) gewonnen.

Am 11. September 2021 gab Punch'n'Judy im Underground/Wuppertal ihr Abschiedskonzert vor ausverkauftem Haus.

## Name
Ihren Namen verdankt die Band einer vor allem in England bekannten, traditionellen Form des Puppentheaters (Punch and Judy).

## Stil
In der Musik spiegeln sich die Einflüsse der einzelnen Musiker wider, darunter Heavy Metal. Die Akkordeonmelodien bringen den Folk mit ein, wobei das Akkordeon immer das Lead-Instrument darstellt und somit ganz klar den Sound von punch’n’judy definiert. punch’n’judy beschreiben ihre Musik selber als „Crossover Folk“ mit Verbindungen zum Mittelalter.
In den Texten geht es weitgehend um Fantasiegeschichten, wobei auch immer wieder historische Personen auftauchen, wie Grace O’Malley oder Klaus Störtebeker.

## Diskografie
- 2005: spring!time (Steeplejack Music[1])
- 2007: punch on! (Greenwood Records[2])
- 2010: live (Livealbum)
- 2013: cross!ng over (licht & schatten records)
- 2016: Rum, Soda & Punch (Danse Macabre Records[3])
- 2019: Die Legende des Koboldkönigs (Foxy Records)